# هارولد و مداد رنگی بنفش (فیلم)
هارولد و مداد رنگی بنفش (به انگلیسی: Harold and the Purple Crayon) یک فیلم فانتزی آمریکایی آماده اکران به کارگردانی کارلوز سالدانیا است که اولین کارگردانی خود را در اکشن زنده آغاز کرد. این فیلم بر اساس کتابی به همین نام در سال ۱۹۵۵ توسط کراکت جانسون نوشته شده‌است و زکری لی‌وای، لیل رل هاوری، زویی دشانل، راوی پاتل، کاملی گویتی، تانیا رینولدز و پیت گاردنر در آن بازی خواهند کرد.
این فیلم قرار است در تاریخ ۲ اوت ۲۰۲۴ توسط گروه سینمایی سونی پیکچرز از طریق برچسب کلمبیا پیکچرز در سینماهای ایالات متحده اکران شود.

## خلاصه داستان
پسر جوانی به نام هارولد با کمک مداد رنگی بنفش خود وارد یک مأموریت جادویی می‌شود.